# Francisco Vergara y Sepúlveda
Francisco Vergara y Sepúlveda (Talca, Imperio español s/f - ) fue un coronel de caballería y diputado suplente por Talca en el Primer Congreso Nacional en 1811.

## Biografía
Nació en Talca, hijo legítimo del Maestre de Campo Mateo Martínez de Vergara Silva-Borges y de Luciana Sepúlveda Toledo. Estudió en el Convictorio Carolino de Santiago y fue alumno de la Real Universidad de San Felipe, en 1802.
Contrajo matrimonio con María del Rosario Rencoret Cienfuegos, viuda de Merino Baeza. 
Su padre Mateo Vergara, fue diputado propietario por Talca, en el Primer Congreso Nacional, quien fue reemplazado por el diputado suplente Juan de Dios Vial del Río. Francisco Vergara asumió como diputado suplente al asumir Vial del Río la diputación en propiedad.
A los 33 años, soltero, se registra como teniente de Milicias de Caballería del Rey, en la ciudad de Talca, con calidad de noble registrado en su hoja de servicios; Coronel de Caballería del Maule en 1817. 
Entre los años 1832 y 1833, fue propietario de la hacienda Los Litres, en la provincia de Talca, con una extensión de mil cuadras, diez mil plantas de viñas, 700 ejemplares de ganado mayor y mil de ganado menor y una renta de $ 1.500.